# Allégorie du triomphe de Vénus
L'Allégorie du triomphe de Vénus est un tableau du peintre italien Bronzino réalisé vers 1545-1547. Cette huile sur panneau maniériste est une allégorie qui représente Vénus et Cupidon s'échangeant un baiser entourés par des figurants personnifiant le Plaisir, la Jalousie et autres joies et peines de l'Amour. Elle est conservée à la National Gallery, à Londres, au Royaume-Uni.

## Postérité
Le pied de Cupidon, en bas à gauche du tableau, est utilisé régulièrement dans les sketchs des Monty Python.
Le tableau est commenté par Dominique Fernandez au chapitre 40 de son livre La Société du mystère (Grasset 2017, pp. 313-322).